# Lactoria fornasini

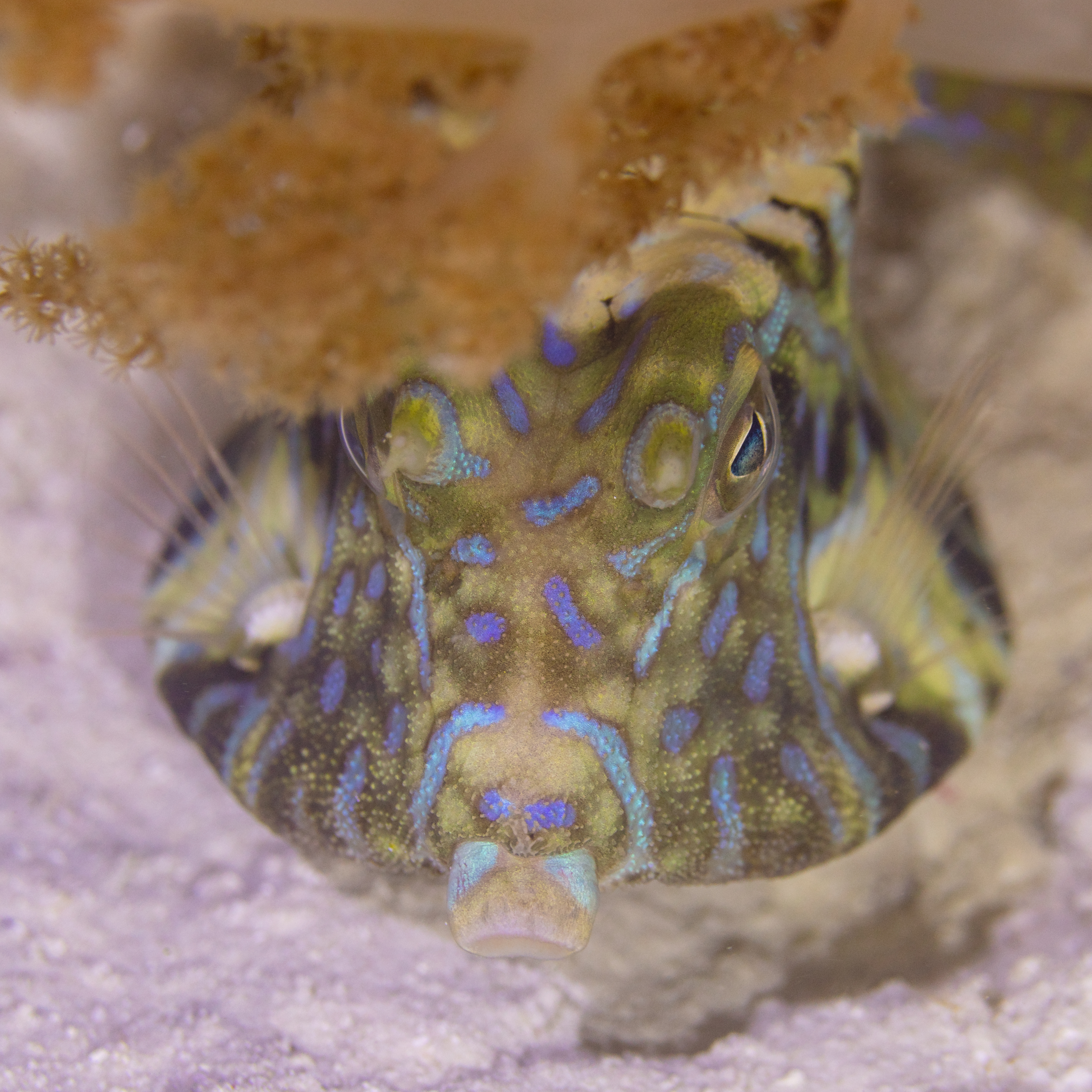
Vista frontal.

Lactoria fornasini es una especie de peces de la familia Ostraciidae en el orden de los Tetraodontiformes.

## Morfología
• Los machos pueden llegar alcanzar los 23 cm de longitud total.

## Hábitat
Es un pez de mar de clima tropical y asociado a los  arrecifes de coral que vive entre 5-80 m de profundidad.

## Distribución geográfica
Se encuentra desde el África Oriental (incluyendo la costa meridional atlántico  de Sudáfrica) hasta las Hawái, el sur del Japón y la isla de Lord Howe.

## Costumbres
Los machos son muy territoriales.

## Observaciones
No se puede comer ya que es  venenoso para los humanos.